# Colin Thurton
Colin Thurton, född 28 april 1943, är en friidrottare från Belize. Han deltog vid olympiska sommarspelen 1968 och olympiska sommarspelen 1976.